# Al Mahwit (província)

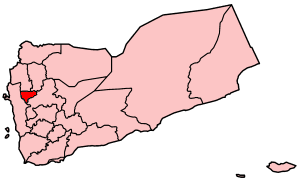
Localização no Iêmen

Al Mahwit é uma província (mohafazah) do Iêmen. Sua capital é a cidade de Al Mahwit. Em janeiro de 2004 possuía uma população de 495.865 habitantes.